# 柳叶栒子
柳叶栒子（学名：Cotoneaster salicifolius）为蔷薇科栒子属的植物，为中国的特有植物。分布于中国大陆的四川、云南、湖北、贵州、湖南等地，生长于海拔1,800米至3,000米的地区，常生于山地及沟边杂木林中。

## 别名
山米麻、木帚子（四川土名）

## 变种

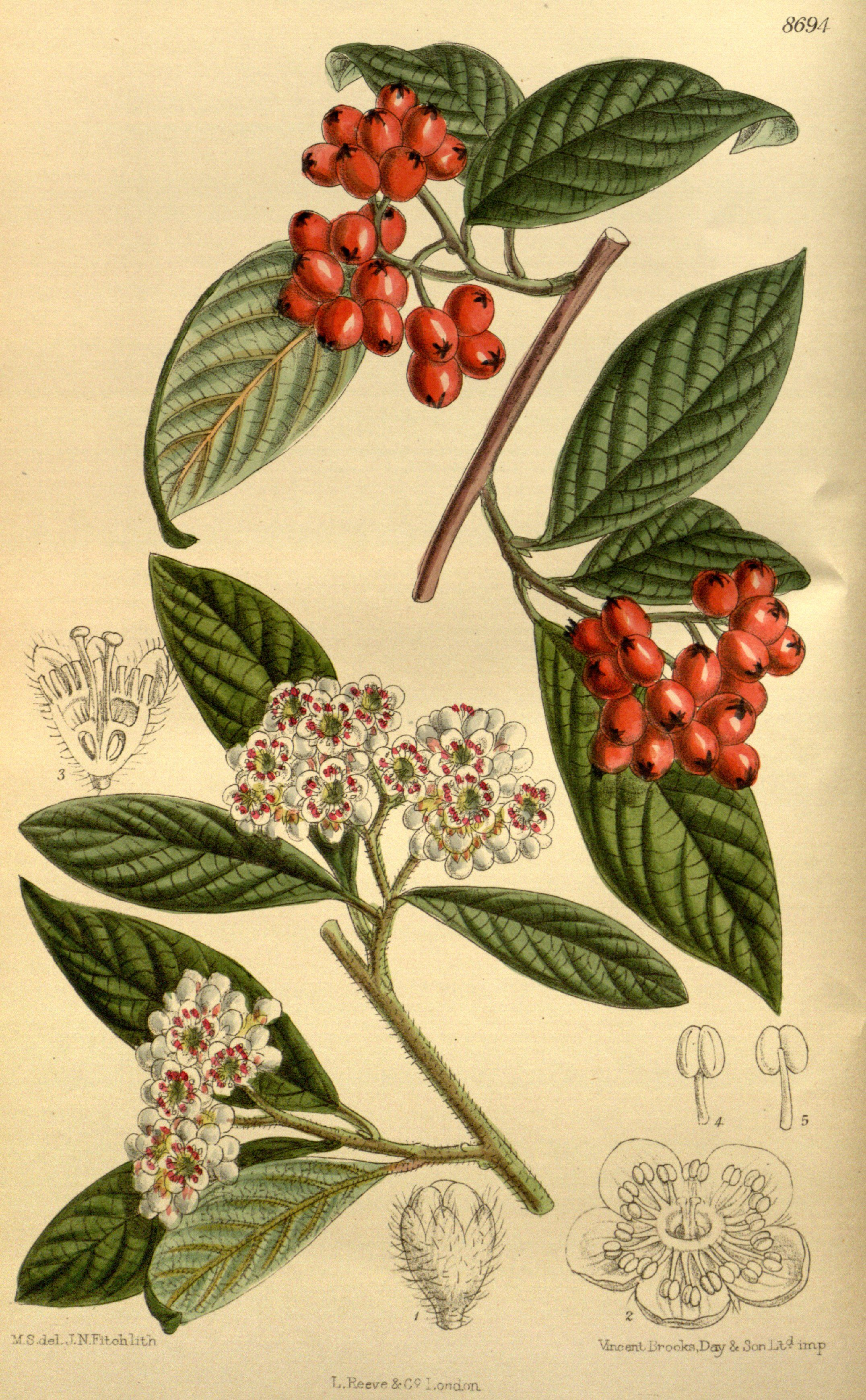
皱叶变种图示

- 柳叶栒子皱叶变种（C. s. var. rugosus），又叫小叶山米麻，分布于湖北西部及四川东部。
- 柳叶栒子大叶变种（C. s. var. henryanus），分布于湖北、四川。
- 柳叶栒子窄叶变种（C. s. var. angustus），分布于四川西部，海拔1400-1500米的杂木林中。